# Qaamasoq Kangilleq
Qaamasoq Kangilleq är en sjö i Narsaq på Grönland.